# فهرست دیجی‌مون‌های دیجی‌مون کلاسیک

## مربّیان
1. تای
2. مت
3. سورا
4. ایزی
5. می‌می
6. جو
7. تی‌کی
8. کاری
9. ديويس
10. کن
11. کودی
12. يولي

## دیجی‌مون‌ها
1. کورومون
2. سونومون
3. یوکومون
4. موتی‌مون
5. تانی‌مون
6. بوکامون
7. توکومون
8. آگومون
9. گابومون
10. بیومون
11. تنتومون
12. پال‌مون
13. گومامون
14. پاتامون
15. کاواگامون
16. گری‌مون
17. شل‌مون
18. گارورومون
19. سی‌درامون
20. مونوکرومون
21. بردرامون
22. مرامون
23. کابوتری‌مون
24. اندرومون
25. توگه‌مون
26. نومه‌مون
27. مون‌زای‌مون
28. ایکاکومون
29. یونی‌مون
30. لئومون
31. اوگره‌مون
32. دوی‌مون
33. فریجی‌مون
34. موجیامون
35. سوکامون
36. سنترامون
37. بوکه‌مون
38. الک‌مون
39. بوتومون
40. پانی‌مون
41. پویومون
42. یورامون
43. آنگه‌مون
44. وامون
45. دریموگی‌مون
46. اتی‌مون
47. گازی‌مون
48. پاگومون
49. اسکال‌گری‌مون
50. وارگری‌مون
51. کوکاتوری‌مون
52. تیرانومون
53. پیکسی‌مون
54. داتامون
55. متال‌گری‌مون
56. دمی‌دوی‌مون
57. ورگارورومون
58. وجی‌مون
59. دیجی‌تومامون
60. مگاکابوتری‌مون
61. واده‌مون
62. پابومون
63. گی‌کومون
64. اوتونومون
65. شوگون‌گی‌کومون
66. گارودامون
67. فلای‌مون
68. میوتیس‌مون و نانی مون
69. گاتومون
70. دمی‌درامون
71. دوکوگومون
72. ماموت‌مون
73. نام نامعلوم
74. آدریمون
75. نام نامعلوم
76. نام نامعلوم
77. نام نامعلوم
78. نام نامعلوم
79. نام نامعلوم
80. نام نامعلوم
81. نام نامعلوم
82. نام نامعلوم
83. نام نامعلوم
84. نام نامعلوم
85. نام نامعلوم
86. نام نامعلوم
87. نام نامعلوم
88. نام نامعلوم
89. نام نامعلوم
90. ویزاردمون
91. نیارومون
92. سالامون (پلوتومون)
93. فانتومون
94. لیلی‌مون
95. گیزامون
96. دارک‌تیرانومون
97. زودومون
98. مگاسی‌درامون
99. تاسک‌مون
100. اسنی‌مون
101. آنگه‌وومون
102. وارگری‌مون
103. متال‌گارورومون
104. متال‌سی‌درامون
105. ماشین‌درامون
106. پاپت‌مون
107. پی‌ادمون
108. اسکورپیومون
109. نام نامعلوم
110. وودمون
111. شری‌مون
112. متال‌اتی‌مون
113. فلورامون
114. نام نامعلوم: نوعی دیجی‌مون به شکل خروس که داری دم‌هایی از گیاهان است و دارای لکنت زبان می‌باشد.
115. ردوجی‌مون
116. مکانوری‌مون
117. تانک‌مون
118. مگادرامون
119. گیگادرامون
120. لیدی‌دوی‌مون
121. تبدیل شدهٔ مرتبهٔ مگای آنگه‌مون. (هالی آنگمون)
122. آپوکالی‌مون

## سایر
- گنای

کیلمون
گاردامون
هاگمون
گیلمون
گاردامون
هاگمون